# Alex Behring
Alexandre "Alex" Behring da Costa, född 1967, är en brasiliansk företagsledare och investerare som är medgrundare och disponent för investmentbolaget 3G Capital. Han är också styrelseordförande för förvaltningsbolaget Restaurant Brands International (medordförande) och livsmedelsproducenten The Kraft Heinz Company. Behring har också suttit som ledamot i styrelserna för bryggeriet Anheuser-Busch Inbev samt logistikföretagen CSX Transportation och América Latina Logistica (var även VD).
Han avlade en kandidatexamen i elektroteknik vid Pontifícia Universidade Católica do Rio de Janeiro och en master of business administration vid Harvard Business School.
Den amerikanska ekonomitidskriften Forbes rankade Behring till att vara världens 535:e rikaste med en förmögenhet på 4,9 miljarder amerikanska dollar för den 28 juli 2022.
Han har nära kopplingar till landsmännen och miljardärerna Jorge Paulo Lemann, Carlos Alberto Sicupira och Marcel Herrmann Telles.